# 式守伊之助 (40代)
40代 式守 伊之助（よんじゅうだい しきもり いのすけ、本名：野内 五雄、1959年12月23日 - ）は、大相撲の元立行司。宮城野部屋所属。血液型はA型。

## 人物
大阪府岸和田市出身。
幼い頃から相撲が大好きで、当時の大関・清國の仕切りのきれいさに憧れていたという。中学を卒業したら力士になろうと相撲部屋を訪ねて回ったが、165センチメートルの身長であったため断られ、宮城野部屋で「どうしても相撲の世界に入りたいなら行司にならないか? 行司になったら、番付表に名前が載るぞ!」と親方に声をかけられたという。
入門した宮城野部屋に当時は行司がおらず、一門の立浪部屋に所属していた27代木村庄之助の弟子として指導を受けた。1975年3月場所、式守吉之輔の名で初土俵。1978年1月場所に木村吉之輔に改名し、2005年9月場所に幕内格昇進。2006年1月に11代式守錦太夫襲名。2011年11月場所、三役格行司に昇進した。
2012年11月場所、同じ三役格の先輩16代木村玉光が脳梗塞で長期休場中、さらに4代木村正直が肝細胞がん術後再発により10日目から休場（続く翌2013年1月場所も初日から休場し、同月29日死去）のため、三役格は2013年1月場所まで錦太夫（当時）1人が裁くことになった（2013年3月場所で玉光が復帰。2013年5月場所（4月25日付）より11代式守勘太夫が三役格昇進）。
2013年11月場所より立行司40代式守伊之助を襲名、幕内格に昇進してからわずか8年（49場所）で立行司昇進となった。過去の伊之助襲名者の中でも、異例の若さであった。
兄弟子に立行司37代木村庄之助、弟弟子に三役格6代木村玉治郎、同木村寿之介がいる。
裁きについては、36代木村庄之助から、「若い頃から立ち振る舞いが美しく、裁きも正確である」と評される一方で、好角家の漫画家やくみつるからは、「裁きが上手じゃないし、ミスも多くて、しばしば問題視されていた」と評されている。
2015年5月場所より首席行司として毎場所結びの一番を裁いていた。2017年12月の後述する不祥事により、2018年1月場所から3場所連続出場停止の処分となり、処分明けの5月場所後に辞職した。

## 立行司昇格後のハプニング・失態等

### セクシャルハラスメント
- 2017年冬巡業最終日（2017年12月16日）
  - 10代の若手行司に対しキスをしたり胸部を触るなどのセクシャルハラスメント行為を行った。若手行司はショックを受けたという。伊之助は自らの行為については認めているものの、「自分は男色家ではないため、なぜこのような行為を行なったのかわからない」との発言をしている[7]。この事件を受けて伊之助は辞職願いを出していたが、日本相撲協会は初場所から3場所の出場停止処分にすること、退職届は処分の明ける夏場所後に受理する予定と発表した[3][8]。2018年2月1日、日本相撲協会の鏡山危機管理部長は両国国技館で開かれた理事会後の記者会見で伊之助と被害者との間で示談が成立したことを明かした[9]。謹慎処分明け後の同年5月31日付で伊之助は日本相撲協会を退職した[10]。

伊之助は普段から酒癖が悪いことで有名で、過去にもセクハラ行為を行なったことがあるという。また、一緒に飲んでいた関取の髷を叩き、『おい、もっと飲め』、『俺の酒が飲めないのか、投げてやる』と絡んだり、地方巡業で酒に酔って民家の屋根に上り大騒ぎになったこともあり、立行司としての品格について協会幹部から危惧されていたという。同門の維新力浩司も伊之助の酒のトラブルについての証言をしており、巡業中の旅館で風呂の中で飲みそのまま寝てしまったり、階段から落ちて骨折したり、酔った状態で土俵に上がり、フラフラしながら真っ赤な顔で、差配したこともあったという
。

### 3場所連続、4度の軍配差し違え（2015年9月場所 - 2016年1月場所）
- 2015年9月場所10日目 横綱鶴竜－関脇妙義龍[13]
  - 鶴竜の突き落としを有利と見て鶴竜に軍配を挙げたが物言いがつき、協議の結果、鶴竜のかかとが土俵を割っており、立行司昇格後、初めての行司差し違えで妙義龍の勝ちとなった。同日、打ち出し後に北の湖理事長へ口頭で進退伺を提出したが慰留された（進退伺は受理されず）。立行司の差し違いは2012年5月場所7日目、横綱白鵬－前頭3枚目豊響戦（豊響の勝ち）を裁いた36代木村庄之助以来のこととなった。
- 2015年11月場所3日目 横綱日馬富士－前頭2枚目碧山[3]
  - 2場所連続での差し違えをし、北の湖理事長から厳重注意を受けた。
- 2015年11月場所7日目 前頭2枚目隠岐の海－横綱白鵬[3]
  - 隠岐の海に軍配を上げたが、物言いがつき協議の結果、白鵬の土俵際でのやぐら投げで隠岐の海が先に土俵についていたため、行司軍配差し違えとなり、同場所で2回目、先場所の差し違えを合わせ2場所で3番の行司軍配差し違えとなってしまい、7日目の打ち出し後、北の湖理事長から翌8日目より10日目までの3日間の出場停止処分を受けた（11日目より再出場。出場停止3日間の結びの一番は三役格行司の11代式守勘太夫が代理で務めた）。伊之助の2場所連続差し違えは33代伊之助（のち32代木村庄之助）による2004年1月、3月場所以来。立行司の出場停止は、29代伊之助が、1999年11月場所千秋楽で通算9度目の差し違えを犯し、2000年1月場所初日より3日間の出場停止となって以来である[14]。
- 2016年1月場所9日目 横綱鶴竜－大関豪栄道[15]
  - 伊之助は豪栄道の押しを有利と見て軍配を挙げたが、物言いがつき、協議の結果、豪栄道の押しが体勢が崩れながら進んだものの鶴竜より体が先に土俵についたと判断し、軍配差し違えになった。これで2015年9月場所（1回）・11月場所（2回）に引き続き、3場所連続で合計4回目の立行司による軍配差し違いとなってしまった[16]。

### 土俵からの転落
- 2014年5月場所11日目 鶴竜−琴奨菊
  - 鶴竜が東土俵に琴奨菊を送り出しに破ったが、勝負の決まった際に琴奨菊ともども伊之助も土俵下へ落下してしまった。土俵下でありながら伊之助は気丈に軍配を東方に挙げ、土俵上に戻ってからは何事も無かったかのように鶴竜に勝ち名乗りを上げた。
- 2016年9月場所千秋楽 日馬富士−鶴竜
  - 日馬富士が向正面に鶴竜を寄り切りで破ったが、その前に両者とも土俵内で激しく動き回ったため、勝負が決まった際に、鶴竜ともども土俵下に落下してしまった（予測できないほど動き回ったため、伊之助は両者を避けきれなかった）。前述の2014年同様、土俵下でありながらも伊之助は東方に軍配をあげ、勝ち名乗りでは何事もなかったかのように日馬富士に懸賞金を渡した。

### 力士との接触・力士進路妨害
- 力士との接触
  - 2017年11月場所1日目 阿武咲−日馬富士
- 力士進路妨害
  - 2016年7月場所13日目 白鵬−豪栄道
  - 2017年5月場所13日目 高安−日馬富士
- 力士との接触及び力士進路妨害
  - 2017年1月場所7日目 鶴竜−隠岐の海
  - 2017年3月場所千秋楽 鶴竜−日馬富士

### 行司待った関連
- 不必要な行司待った
  - 2016年5月場所5日目 勢−鶴竜
  - 2016年7月場所12日目 照ノ富士−白鵬
  - 2016年7月場所14日目 稀勢の里−白鵬
  - 2017年3月場所千秋楽 稀勢の里−照ノ富士
  - 2017年9月場所14日目 豪栄道−貴ノ岩
- 行司待ったを怠る
  - 2017年9月場所3日目 琴奨菊−日馬富士
    - 琴奨菊の手が土俵にまったくついておらず、また日馬富士の方が明らかに早く立ってしまったにもかかわらず、伊之助も勝負審判（審判長は山科）も待ったをしなかったため、琴奨菊の手がまったくついていないことを目の前で見た日馬富士は力を抜いてしまい、呆気ない一番となってしまった。

### その他
- 草履落とし
  - 2016年5月場所13日目 白鵬−稀勢の里
- 刀落とし
  - 2017年3月場所11日目 稀勢の里−嘉風
- 蹌踉 (よろけ)
  - 2017年7月場所千秋楽 横綱白鵬土俵入り

## 立行司昇進前後の出来事

### 立行司昇進前後の苦労
前述の通算4回という軍配差し違えおよび29代伊之助以来となる出場停止処分、未成年行司に対するセクハラ行為と、立行司40代式守伊之助としての評価が思わしくなかったが、立行司に昇進するまでと昇進後に、数々の苦労があった。
- 彼が三役格当時（当時11代式守錦太夫）、同じ三役格行司で先輩格の16代木村玉光と4代木村正直が病気療養などの理由で長期休場し三役格行司の役目を1人で担っていた時期があったこと、玉光が病気を理由に立行司昇格を連続辞退したこと[17]、正直が肝細胞がんのため2013年1月場所後に死去[18]したことなどが重なり、先輩行司を飛び越して53歳という異例の若さで立行司40代式守伊之助になった。
- さらに2015年3月場所限りで37代木村庄之助が定年となり、以後は立行司としての役目を1人で担っていたこと、伊之助は1日2番を合わせることと、その2番は基本的に横綱の取組を続けて裁くことから、1人での立行司としての責任・重圧や三役格時代からの苦労が続いていたことも事実である。
- 次期41代伊之助となる三役格行司も軍配差し違えや土俵進行等の点で勝負審判から注意を受けることが度々見受けられ、昇格のタイミングが結果的に遅れている（次期伊之助が決まるまでの間、横綱土俵入りの先導役は伊之助以外に4人の三役格行司が交代で務める。なお横綱土俵入りの際だけは、三役格であっても短刀を差す）。
- 平成28年1月場所9日目の差し違え以降、土俵裁きという点では差し違えこそないものの、上に示したように、土俵からの落下等のミスや失態も度々生じていた（差し違えは1回ごとに進退を伺い、土俵からの落下等も昇格の査定に少なからず影響が出る）。
- 平成29年5月場所、初日より喉の違和感があったものの、6日目の取組では本来の発声に程遠い状況にまで喉の状態は悪化、診察の結果、咽頭炎により安静と発声を控えるのが望ましいとの診断書を提出し、同日より休場[19]（立行司に昇進して以降、前述の出場停止以外での初の休場）。それに伴い、2015年11月場所10日目以来となる、三役格・式守勘太夫が結び前と結びの触れ、結び一番を合わせることになった。

### 伊之助止まりのまま退職
以上のことから、伊之助の庄之助昇格は2018年1月場所時点で先送りが続き、庄之助空位の場所（17場所）の記録更新中で、伊之助が2年を超えて1人で立行司の役目を務める前例のない状況が続いていたが、前述のセクハラ行為によって3場所連続出場停止処分となり、処分明けの夏場所後に退職した。結局、木村庄之助へは昇進できないままであった。退職後の2018年6月1日付で、相撲博物館に嘱託職員として採用された。その後、2024年時点で嘱託職員は退いている。

## その他
- 普段は気の小さなやさしい人である。歴史小説が好きで頭がよく、宮城野親方の知恵袋的な存在であった。白鵬に唯一モノを言える存在で、一目置かれていたという[11]。
- 元々立浪一門であるので、錦太夫襲名時は驚いたファンも多かった（錦太夫は出羽海一門・二所ノ関一門所属の行司が襲名することが多かったため）。これは9代目（のちの29代木村庄之助）直々の打診を受けたためである。このことからも彼に対する期待の大きさが窺える。
- 現在は細い体型だが、11代式守勘太夫（前名・木村和一郎）曰く「入門時は相撲取り体型」だったそうである。その勘太夫は彼の1場所後輩。新弟子時代に勘太夫と相撲を取ったというくらい仲が良く、現在でも親交が続いていると言う。
- 2017年1月場所後に大関・稀勢の里が横綱に昇進したため、19年ぶりの日本出身横綱を裁く立行司となった。

## 履歴
- 1975年3月　初土俵・式守吉之輔
- 1978年1月　木村吉之輔に改名
- 1991年1月　十両格昇進
- 2005年9月　幕内格昇進
- 2006年1月　11代式守錦太夫襲名
- 2011年11月　三役格昇進
- 2013年11月　立行司に昇格。40代式守伊之助を襲名。
- 2018年5月　日本相撲協会退職